# Egao Biyori
Singles de ZONE
Glory Colors ~Kaze No Tobira~
(2004) Treasure of the heart ~Kimi to Boku no Kiseki~
(2012)
Egao Biyori est le 15e single major du groupe ZONE sous le label Sony Music Records et le 16e en tout, sorti le 9 mars 2005 au Japon. Il arrive 7e à l'Oricon et reste classé 6 semaines pour un total de 47 000 exemplaires vendus dans cette période.
Egao Biyori se trouve sur la compilation E ~Complete A side Singles~, tandis que Aika se trouve sur la compilation Ura E ~Complete B side Melodies~. Les 2 pistes sont sur l'album en hommage au groupe ZONE Tribute ~Kimi ga Kureta Mono~. Two Hearts se trouve sur la compilation LOVE for NANA 〜Only 1 Tribute〜.

## Liste des titres
| 1. | Egao Biyori (笑顔日和)                 | MIYU                        | Machida Norihiko (町田紀彦) | 4:11 |
| 2. | Two Hearts                             | MIYU                        | Takamiy (高見沢俊彦)        | 5:08 |
| 3. | Aika (愛花)                            | Machida Norihiko (町田紀彦) | Machida Norihiko (町田紀彦) | 5:34 |
| 4. | Egao Biyori (backing track) (笑顔日和) | MIYU                        | Machida Norihiko (町田紀彦) | 4:11 |
| 5. | Two Hearts (backing track)             | MIYU                        | Takamiy (高見沢俊彦)        | 5:08 |